# Sornkhiri Sriprachuap
Sornkhiri Sriprachuap (tiếng Thái: ศรคีรี ศรีประจวบ; 4 tháng 8 năm 1946 – 30 tháng 1 năm 1972) là ca sĩ Luk Thung người Thái Lan. Các bài hát nổi tiếng của Sor Keree như Nam Thuam (Lũ lụt), Mon Rak Mae Klong (Phép màu tình yêu ở Mae Klong ), Khit Thueng Phi Mai (Em có nhớ anh không? ), v.v. Sornkhiri thiệt mạng trong một vụ tai nạn xe hơi kinh hoàng ở Phichai, Thái Lan vào ngày 30 tháng 1 năm 1972.